# Первое товарищество шелководов в Кутаисской губернии
Первое товарищество шелководов в Кутаисской губернии — существовавшая в дореволюционной России компания. Правление компании располагалось в городе Кутаис.

## История

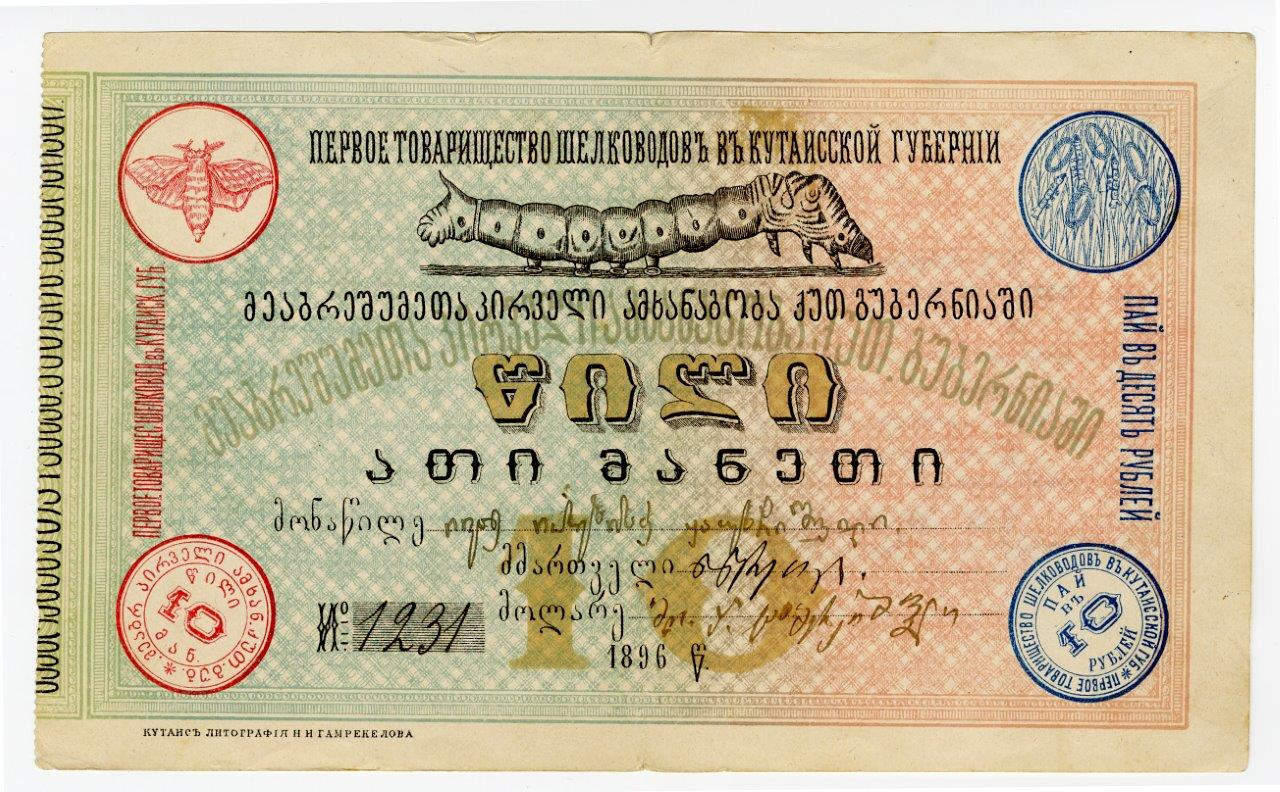
Именной пай в 10 руб. Первого товарищества шелководов в Кутаисской губернии. Г. Кутаис, 1896 г.

Компания "Первое товарищество шелководов в Кутаисской губернии" была зарегистрирована в местечке Хони Кутаисского уезда в 1895 году, ставшем поворотным в развитии шелководства в Кутаисской губернии. Именно в том году объем производства шелковых тканей возрос в 3,3 раза по сравнению с 1887 г.
Как сказано в параграфе I Высочайше утвержденного и подписанного министром Земледелия и государственных имуществ Российской империи Ермиловым Устава компании:

Первое Товарищество шелководов в Кутаисской губернии содействует развитию главным образом шелководства, а также хлопководства и других отраслей сельского хозяйства в Кутаисской губернии, помогая своим членам как в ведении означенных отраслей хозяйства, так и в  выгодном сбыте полученных произведений, для чего устраивает, в случае надобности, сельскохозяйственно-технические производства для переработки сырых продуктов. В частности по шелководству: а) приобретает от других или само приготовляет целлюлярную грену для продажи по возможности дешево шелководам губернии; б) заводит склад усовершенствованных станков: мотальных, крутильных, ткацких и др.; устраивает с надлежащего разрешения школы и мастерские ткацкого дела во всех главных пунктах губернии; в) устраивает коконосушильни, шелкомотальни и другие приспособления для переработки коконов в шелк и т.д…
Вплоть до последовавшей после окончания Гражданской войны национализации Первое товарищество шелководов в Кутаисской губернии успешно занималось  скупкой и последующей реализацией шелковичного кокона, не позволяя многочисленным мелким скупщикам играть на понижение закупочных цен.